# Sabrina Carpenter
Sabrina Annlynn Carpenter (sinh ngày 11 tháng 5 năm 1999) là một nữ ca sĩ, nhạc sĩ kiêm diễn viên người Mỹ. Album thứ sáu của cô mang tên Short n' Sweet (2024) đứng đầu bảng xếp hạng Billboard 200 và giúp cô có hàng loạt single nằm trong top 3 của Billboard Hot 100, gồm "Espresso", "Please Please Please" và "Taste".
Cô bắt đầu được biết đến với vai diễn Maya Hart trong loạt phim Girl Meets World (2014 - 2017) trên Disney Channel. Cô đóng vai Jenny Parker trong bộ phim Adventures in Babysitting năm 2016, một trong những bộ phim gốc trên Disney Channel. Những bộ phim khác mà Carpenter tham gia gồm Horns (2013), The Hate U Give (2018), The Short Story Of The Long Road (2019), Tall Girl (2019), Work It (2020), Clouds (2020), Tall Girl 2 (2022) và Emergency (2022).  Cô ký hợp đồng với Hollywood Records năm 2012. Năm 2021, cô chuyển sang ký với hãng thu âm mới, Island Records.
Năm 2014, Carpenter cho ra mắt đĩa đơn đầu tay "Can't Blame a Girl for Trying" và đĩa mở rộng (EP) cùng tên. Cô phát hành album đầu tay, Eyes Wide Open, vào năm 2015 và ba album phòng thu khác, Evolution (2016), Singular: Act I (2018), và Singular: Act II (2019). Cô phát hành album thứ 5, Emails I Can't Send, vào năm 2022. 
Carpenter là nghệ sĩ mở màn Dangerous Woman Tour (2017) của Ariana Grande và The Eras Tour (2023-2024) của Taylor Swift.

## Sự nghiệp

### 2011–2014: Những vai diễn đầu tiên và khởi đầu âm nhạc[3]
Sabrina Carpenter bắt đầu sự nghiệp giải trí từ khi còn nhỏ. Cô lần đầu gây chú ý khi tham gia cuộc thi hát trực tuyến do Miley Cyrus tổ chức và giành vị trí thứ ba, đồng thời thường xuyên biểu diễn tại các sự kiện địa phương từ năm lên 9. Năm 2011, cô xuất hiện lần đầu trên truyền hình với vai diễn nạn nhân lạm dụng trong Law & Order: Special Victims Unit. Trong những năm sau đó, Carpenter tiếp tục tham gia nhiều series truyền hình như The Goodwin Games (2013) và Austin & Ally (2013), thể hiện khả năng diễn xuất đa dạng.
Bước ngoặt lớn trong sự nghiệp đến vào năm 2014, khi cô nhận vai chính Maya Hart trong loạt phim Disney Channel – Girl Meets World, phần tiếp theo của series đình đám Boy Meets World. Nhân vật Maya, cô bạn thân nổi loạn và trung thành của Riley Matthews, đã giúp Sabrina trở thành cái tên quen thuộc với khán giả tuổi teen toàn cầu.
Cùng thời gian đó, cô cũng bắt đầu hành trình âm nhạc song song. Đĩa đơn đầu tiên mà cô góp giọng là "I’ll Be Home For Christmas" (2013), hợp tác cùng Ali Brustofski và Danielle Lowe. Trong năm 2014, Carpenter phát hành các ca khúc như:
- "Silver Nights" (single Giáng Sinh nhẹ nhàng)
- "Take On the World" (nhạc phim Girl Meets World, hát cùng Rowan Blanchard)
- "Your Love's Like", "All You Need", và "Stand Out" (OST How to Build a Better Boy)

Những sản phẩm này phần lớn là phát hành độc lập hoặc nằm trong soundtrack của Disney, giúp cô khẳng định vị thế vừa là diễn viên vừa là ca sĩ tuổi teen.

### 2014–2015: Ký hợp đồng với Hollywood Records & EP đầu tay
Năm 2014, Sabrina Carpenter chính thức ký hợp đồng với Hollywood Records, hãng thu âm trực thuộc Disney. Tháng 3 cùng năm, cô phát hành EP đầu tay “Can’t Blame a Girl for Trying”, gồm các ca khúc như “The Middle of Starting Over” và “White Flag”. Phong cách âm nhạc thời kỳ này nhẹ nhàng, ngọt ngào, mang màu sắc folk-pop dễ thương.Tháng 4/2015: Carpenter phát hành album phòng thu đầu tiên Eyes Wide Open trong đó có các bài hát từ EP đầu tay, mở rộng chất liệu âm nhạc theo hướng trưởng thành hơn. Cùng lúc, cô vẫn tiếp tục đóng phim và gắn bó với Disney đến khi kết thúc Girl Meets World vào năm 2017.

### 2021–2023:Emails I Can't Send
Tháng 1 năm 2021, Carpenter thông báo rằng mình đã ký hợp đồng với hãng đĩa Island Records của Universal Music Group. Cô phát hành đĩa đơn đầu tiên của mình ở hãng đĩa này, "Skin", vào ngày 22 tháng 1 năm 2021. Bài hát đạt vị trí thứ 48 và 33 lần lượt trên các bảng xếp hạng Billboard Hot 100 và Billboard Global 200, becoming her first entry on both charts. Carpenter đã biểu diễn bài hát trên chương trình The Late Late Show with James Corden và lễ trao giải GLAAD Media Award lần thứ 32. Vào tháng 9, cô góp mặt trong chương trình Savage X Fenty Show của Prime Video. Ngày 9 tháng 9 năm 2021, Carpenter phát hành "Skinny Dipping", đĩa đơn mở đường cho album phòng thu thứ năm sắp tới của mình. Cô phát hành đĩa đơn tiếp theo từ album, "Fast Times", vào ngày 18 tháng 2 năm 2022. Cũng trong tháng 9, cô góp mặt trong bộ phim Tall Girl 2. Tháng 5 năm 2022, Carpenter xuất hiện trong bộ phim Emergency của Amazon Studios.

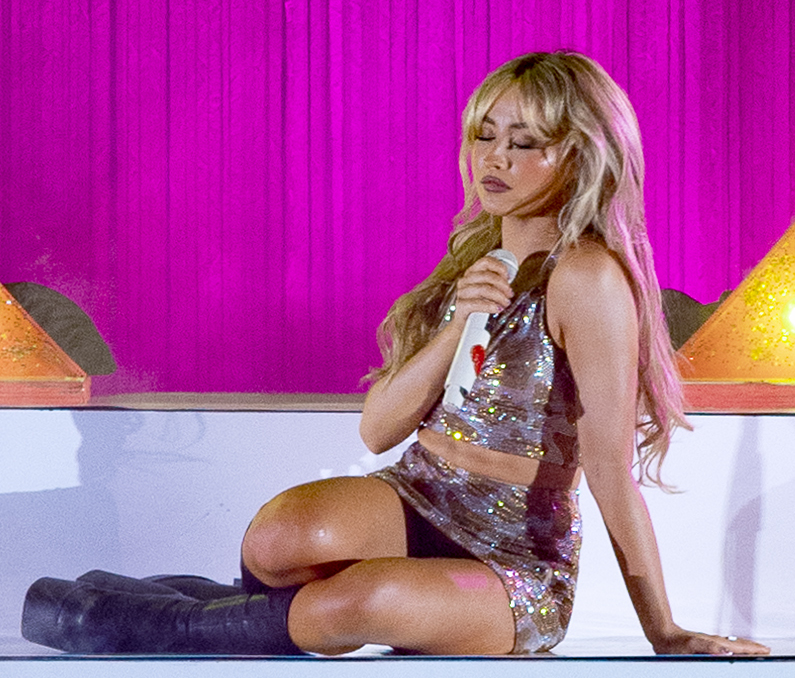
Carpenter trong chuyến lưu diễn Emails I Can't Send Tour vào năm 2022

Ngày 15 tháng 7 năm 2022, Carpenter phát hành album phòng thu thứ năm của mình, Emails I Can't Send. Với doanh số 18.000 bản trong tuần đầu tiên, album lọt vào bảng xếp hạng Billboard 200 ở vị trí thứ 23, cũng là vị trí cao nhất mà album từng đạt được. Album tiếp tục được quảng bá thông qua ba đĩa đơn: "Vicious" "Because I Liked a Boy", và "Nonsense". Chuyến lưu diễn Emails I Can't Send Tour bắt đầu được tổ chức vào tháng 9 cùng năm. "Nonsense", đĩa đơn thứ năm của album, đã trở nên nổi tiếng trên TikTok nhờ việc Carpenter sáng tạo ra những ca từ mới mang tính khêu gợi cho đoạn kết của bài hát mỗi khi cô biểu diễn nó. Bài hát đạt vị trí thứ 56 trên bảng xếp hạng Hot 100, được RIAA chứng nhận Bạch kim, và lọt vào top 10 trên bảng xếp hạng Pop Airplay Mỹ.
Tháng 3 năm 2023, Carpenter phát hành phiên bản deluxe của Emails I Can't Send. Một trong các bài hát được bổ sung, "Feather", trở thành đĩa đơn cuối cùng của album vào tháng 8 năm 2023 và đạt vị trí thứ nhất trên bảng xếp hạng Pop Songs Mỹ cũng như vị trí thứ 21 trên bảng xếp hạng Billboard Hot 100. Cô đã biểu diễn bài hát tại lễ trao giải MTV Video Music Awards năm 2023 và trong chương trình New Year's Rockin' Eve của Dick Clark. Video âm nhạc của bài hát được phát hành vào tháng 10 năm 2023 và nhận được phản ứng trái chiều do những hình ảnh bạo lực và việc video được ghi hình tại một nhà thờ Công giáo ở Brooklyn, New York. Mục sư của nhà thờ phải đưa ra lời xin lỗi vì đã cho phép việc ghi hình và giải thích rằng mình không biết nội dung của video. Carpenter cho biết mình đã được cho phép ghi hình và bình luận thêm rằng "Giê-su từng là thợ mộc." Giám mục Robert J. Brennan đã bãi nhiệm mục sư này và tổ chức một buổi Thánh lễ để khôi phục sự linh thiêng của nhà thờ.

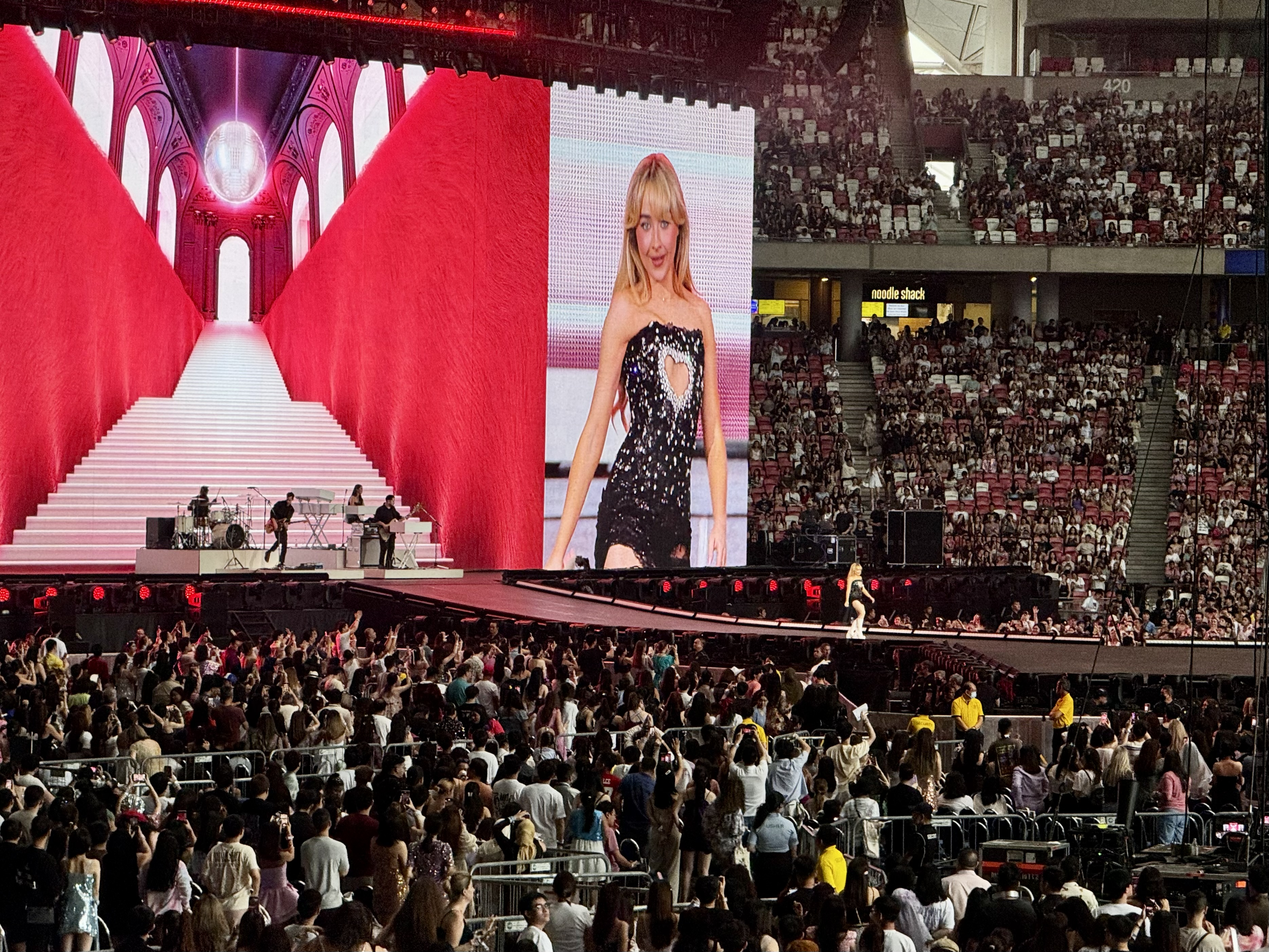
Carpenter biểu diễn mở màn cho Taylor Swift trong chuyến lưu diễn The Eras Tour vào năm 2024

Carpenter đóng vai trò là nghệ sĩ mở màn cho chuyến lưu diễn The Eras Tour của Taylor Swift trong một số buổi diễn tại châu Mỹ Latinh, Úc và Singapore vào năm 2023 và 2024. Cô phát hành một bản cover bài hát "I Knew You Were Trouble" của Swift trên Spotify và cho biết việc mở màn cho Swift là một "ước mơ thời thơ ấu thành sự thực". Ngày 17 tháng 11 năm 2023, Carpenter phát hành một đĩa mở rộng có chủ đề Giáng sinh, Fruitcake, bao gồm bài hát "A Nonsense Christmas" vốn đã được phát hành trước đó một năm.

### 2024–nay:Short n' Sweet
Tháng 3 năm 2024, Carpenter góp mặt trong đĩa đơn "You Need Me Now?" của ca sĩ người Na Uy Girl in Red. Ngày 11 tháng 4, Carpenter phát hành đĩa đơn "Espresso", và biểu diễn tại lễ hội âm nhạc Coachella lần thứ 23 một ngày sau đó. "Espresso" đạt vị trí thứ nhất trên bảng xếp hạng Billboard Global 200 và thứ ba trên bảng xếp hạng Billboard, đồng thời nhận được giải Video âm nhạc của MTV cho Bài hát của năm. "Espresso" là bài hát được stream nhiều thứ hai năm 2024 trên Spotify với 1,6 tỉ lượt stream. Sau "Espresso", Carpenter tiếp tục phát hành đĩa đơn thứ hai, "Please Please Please", vào ngày 6 tháng 6 năm 2024. "Please Please Please" là bài hát thứ hai của Carpenter đứng đầu bảng xếp hạng toàn cầu và bài hát thứ nhất của cô đứng đầu bảng xếp hạng Hot 100. Với các bài hát này, cô trở thành nữ nghệ sĩ đầu tiên nắm giữ cả hai vị trí thứ nhất và thứ hai trên bảng xếp hạng đĩa đơn của Anh trong ba tuần liên tiếp.

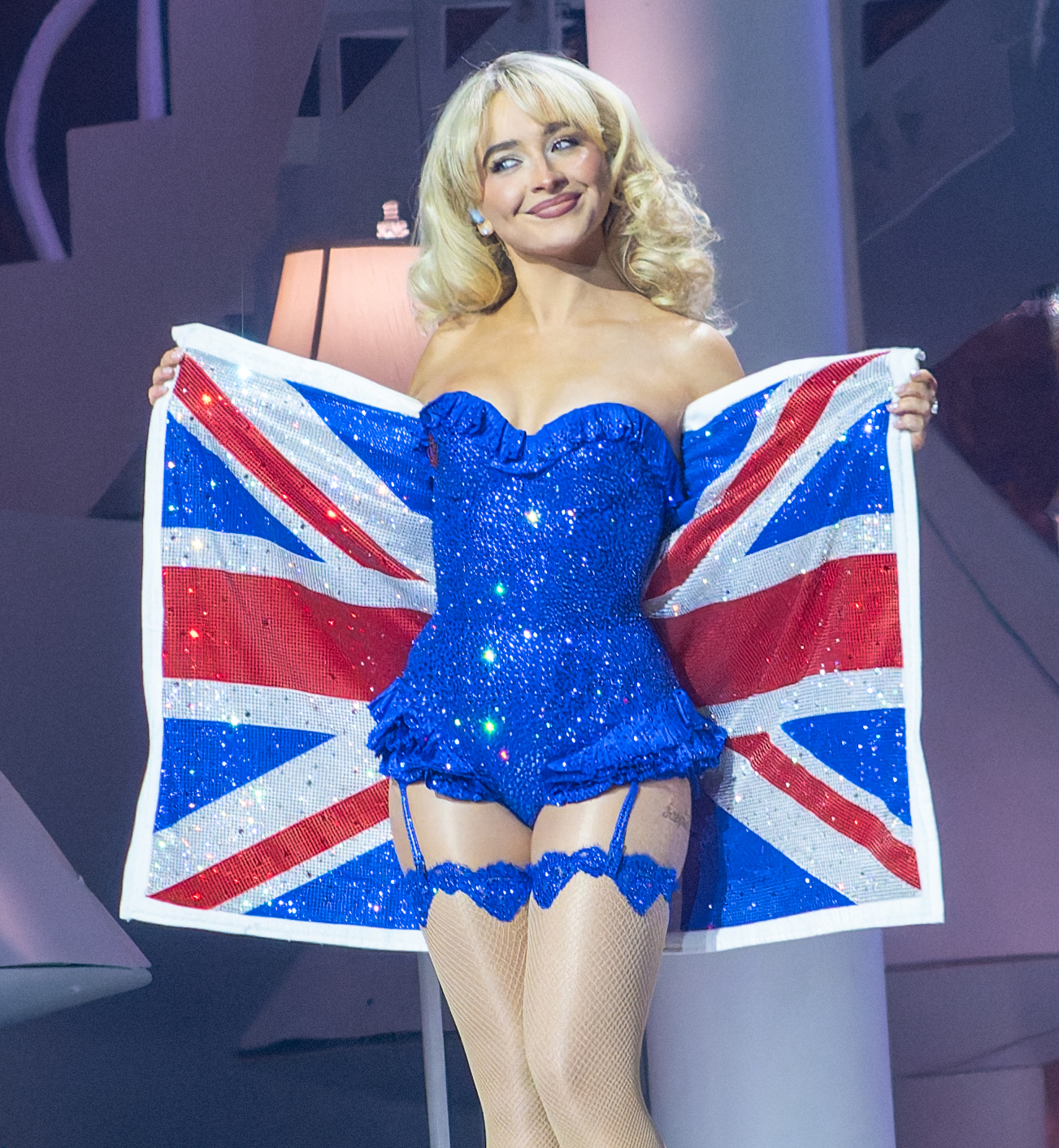
Carpenter trong một buổi diễn tại Anh của chuyến lưu diễn Short n' Sweet Tour vào năm 2025

Carpenter phát hành album phòng thu thứ sáu của mình, Short n' Sweet, vào ngày 23 tháng 8. Album lọt vào bảng xếp hạng Billboard 200 ở vị trí thứ nhất với doanh số tuần đầu tiên là 362.000 bản. Tất cả các bài hát trong album đều lọt vào top 50 của bàng xếp hạng Hot 100. Tại lễ trao giải Grammy lần thứ 67, Carpenter nhận được sáu đề cử, trong đó có Nghệ sĩ mới xuất sắc nhất, còn Short n' Sweet thì được đề cử Album giọng pop xuất sắc nhất và Album của năm. Album giành chiến thắng ở hạng mục Album giọng pop xuất sắc nhất, còn "Espresso" thì giành chiến thắng ở hạng mục Trình diễn đơn ca pop xuất sắc nhất. Đĩa đơn thứ ba, "Taste," lọt vào bảng xếp hạng Hot 100 ở vị trí thứ hai, khiến Carpenter trở thành nghệ sĩ đầu tiên kể từ The Beatles có ba bài hát đầu tiên lọt vào top 5 của mình đồng thời có mặt trên bảng xếp hạng này trong cùng một tuần. Ba đĩa đơn này cùng nhau trụ lại ở top 10 trong bảy tuần liên tiếp, một kỷ lục đối với nghệ sĩ nữ. Carpenter cũng trở thành nghệ sĩ đầu tiên trong vòng 71 nắm giữ vị trí thứ nhất trên bảng xếp hạng đĩa đơn của Anh trong 20 tuần của cùng một năm, trong đó, "Taste" là bài hát đứng đầu bảng xếp hạng này lâu nhất năm 2024. Phiên bản deluxe của Short 'n Sweet, bao gồm năm bài hát mới, trong đó có bản song ca "Please Please Please" với Dolly Parton, được phát hành vào ngày 14 tháng 2 năm 2025.
Tháng 9 năm 2024, Carpenter góp mặt trong chương trình đặc biệt kỷ niệm 25 năm ngày phát hành album đầu tay của Christina Aguilera do Spotify sản xuất, trong đó cô song ca bài hát "What a Girl Wants" với Aguilera. Màn biểu diễn đã nhận được một đề cử giải Webby Award. Trong cùng tháng, Carpenter bắt đầu tổ chức Short n' Sweet Tour, chuyến lưu diễn arena đầu tiên của cô. Carpenter cũng sản xuất và đóng vai trò nhân vật chính trong A Nonsense Christmas with Sabrina Carpenter, một chương trình đặc biệt dành cho dịp lễ của Netflix được phát hành vào ngày 6 tháng 12 và có sự góp mặt của Chappell Roan, Tyla, Shania Twain, cũng như các nghệ sĩ khác.

## Phong cách nghệ thuật